# Умри у самоћи
Умри у самоћи је први студијски албум Братислава Бате Здравковића, који је издат 1989. године за издавачку кућу ПГП РТБ на аудио-касети и грамофонску плочу. Албум је издат уз помоћ ансамбла Јужни ритам.

## Списак песама
| №   | Назив                      | Трајање |  |
| 1.  | Анђели плави               | 3:58    |  |
| 2.  | Са тобом сам игре изгубио  | 3:50    |  |
| 3.  | Драгана                    | 3:20    |  |
| 4.  | Збогом моја највећа љубави | 3:29    |  |
| 5.  | Умри у самоћи              | 3:31    |  |
| 6.  | Говоре ми људи             | 4:04    |  |
| 7.  | Живела си два живота       | 4:03    |  |
| 8.  | Донеси још једно иће       | 3:25    |  |
| 9.  | У звезданим ноћима         | 3:13    |  |
| 10. | Срећа је на мојој страни   | 3:40    |  |